# Alburnus schischkovi
Az Alburnus schischkovi a sugarasúszójú halak (Actinopterygii) osztályának a pontyalakúak (Cypriniformes) rendjébe, ezen belül a pontyfélék (Cyprinidae) családjába tartozó faj.

## Előfordulása
Az Alburnus schischkovi elterjedési területe Kelet-Bulgária és Törökország európai része. Itt a Rezova és Veleke folyókban található meg. Korábban az Alburnus chalcoides alfajának tekintették.

## Megjelenése
Ez a halfaj legfeljebb 21 centiméter hosszú.

## Életmódja
Tápláléka állati plankton és rovarlárvák. A vízfelszín közelében táplálkozik.

## Szaporodása
Íváskor a sebes folyású patakokba vándorol, ahol a kavicsok közé rakja le az ikráit.